# FC Vrije Mannen Oosterlo
FC Vrije Mannen van Oosterlo was een Belgische voetbalclub uit Geel. De club was aangesloten bij de KBVB met stamnummer 5912 en had groen en zwart als clubkleuren.

## Geschiedenis
In 1916 werd FC Vrije Mannen Oosterlo een eerste maal, door liefhebbers van de sport, opgericht. Twee jaar later werd de club een eerste maal opgeheven. In 1927 werd een tweede poging ondernomen die vijftien jaar later opnieuw ontbonden werd. Het zou echter tot 1956 duren alvorens ze zich aansloten bij de Belgische Voetbalbond. FC Vrije Mannen ging in de provinciale reeksen spelen.
De club speelde in de verschillende provinciale niveaus, maar zakte in de jaren 80 en 90 helemaal weg tot in Vierde Provinciale, het laagste niveau. In de 21ste eeuw werd men zelfs in Vierde Provinciale seizoen een van de vaste staartploegen. De club kende problemen met de terreinen en het eerste elftal verhuisde in 2010 naar een terrein van De Leunen, terwijl de reserven moesten uitwijken naar Veerle. Dit betekende een inkomensverlies en door ook een gebrek aan hulp vanuit het Geelse stadsbestuur hield de club op het einde van het seizoen 2011/12 op te bestaan en stamnummer 5912 werd in 2012 geschrapt.